# Pulmão de fazendeiro

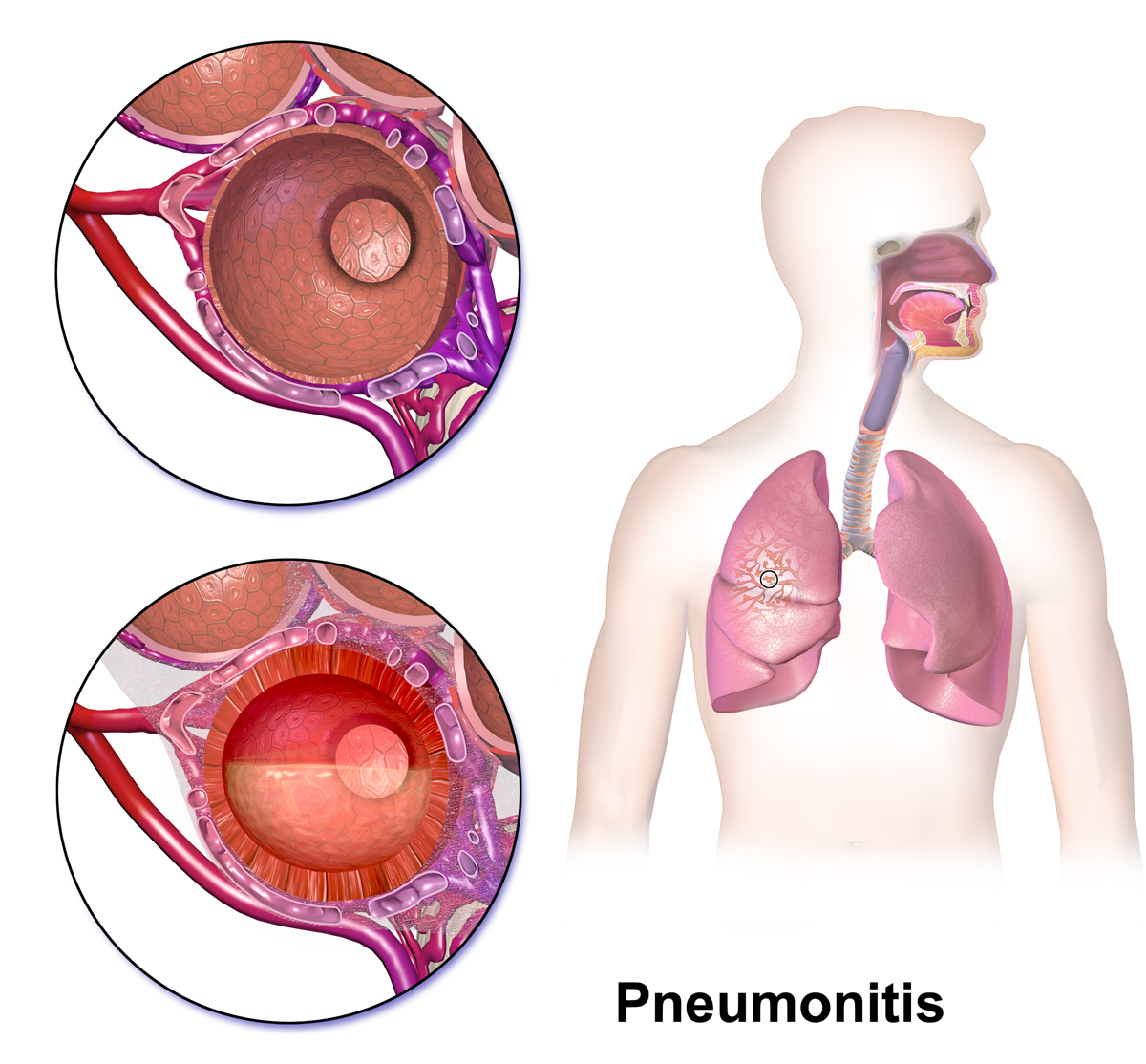
A poeira biológica irrita os alvéolos que respondem inflamando e produzindo mais muco. O muco dificulta a troca de ar.

Pulmão do fazendeiro é uma inflamação do pulmão (pneumonite) por reação alérgica (hipersensibilidade tipo III) induzida pela inalação de poeiras biológicas provenientes do pó de feno, pasto, esporos de fungos (principalmente actinomicetáceas) e aos produtos agrícolas. Se não tratada a fibrose pulmonar pode evoluir para uma Doença pulmonar obstrutiva crónica.

## Sinais e sintomas
Conforme a pneumonite avança os sintomas pioram:
- Fase aguda: Nos primeiros dias causa dor de cabeça, tosse e falta de ar após esforço físico.
- Fase subaguda: Depois da primeira semana a falta de ar ocorre com menos esforço, a tosse se torna crônica, aparece fraqueza física, febre ocasional com suor, diminuição do apetite, dores e mal estar.
- Fase crônica: Depois de um mês ocorre falta de ar com mínimo esforço, tosse crônica, fraqueza física, febre ocasional, sudorese noturna, diminuição do apetite e dores e dores generalizadas.

## Diagnóstico
O diagnóstico é difícil porque parece um resfriado e poucos trabalhadores rurais tem acesso a radiografias, então o diagnóstico costuma ser clínico e pela resposta ao broncodilatador e corticoide inalado. É difícil de diferenciar essa pneumonite de uma asma ou outras pneumonite. Um exame de função pulmonar revela doença pulmonar restritiva. Pode ser melhor analisado com uma Tomografia computadorizada (TAC).

## Tratamento
O tratamento envolve anti-alérgicos, descansar uns dias, reduzir a exposição aos antígenos através de máscaras, limpeza e ventilação dos espaços fechados cheios de substâncias que causam alergia (alérgenos) como silos, galpões, galinheiros, chiqueiros e cozinhas a lenha. Nos casos crônicos pode demorar anos até que o pulmão se recupere. Corticosteroides inalados podem tratar os sintomas, mas não impede a evolução da doença.

## Epidemiologia
Afeta entre 1 e 7% dos trabalhadores rurais. É a principal causa de pneumonite.